# Degersheim SG
| SG ist das Kürzel für den Kanton St. Gallen in der Schweiz. Es wird verwendet, um Verwechslungen mit anderen Einträgen des Namens Degersheim zu vermeiden. |

Degersheim, in der schweizerdeutschen Ortsmundart Tegersche [ˈtegərʃə], ist eine politische Gemeinde im Wahlkreis Wil des Schweizer Kantons St. Gallen.

## Geographie
Degersheim liegt an der Südostbahn-Linie St. Gallen – Uznach – Sargans – St. Margrethen. Degersheim ist in eine hügelige Landschaft eingebettet.
Der tiefste Punkt Degersheims befindet sich im Bubental mit 647 m ü. M. Der höchste Punkt ist bei der Degersheimer Exklave Obergampen mit 1061 m ü. M. Der Bahnhof ist auf 798 m ü. M. Die Gemeindefläche beträgt 1448 ha, davon sind 793 ha Wiesen und Äcker, 509 ha Wald, 46 ha Strassen, Wege oder Bahnen, 25 ha Gebäudegrundflächen und 5 ha Gewässer.
Degersheim wird durch den in die Necker mündenden Aachbach und den Talbach, einen Zufluss des Wissbachs, entwässert.
Zur Gemeinde Degersheim gehört das Dorf Wolfertswil und das Dorf Magdenau mit dem Kloster Magdenau. Oberhalb Wolfertswil liegt das tiefstgelegene Hochmoor auf der Alpennordseite, das Rotmoos. Die Nachbargemeinden sind Oberuzwil, Flawil, Herisau, Schwellbrunn, Neckertal sowie Lütisburg. Die Exklave Obergampen grenzt an Schwellbrunn und Neckertal.
Degersheim ist im Sommer ein Ausgangspunkt für Wanderungen und Fahrradtouren. Für den Winter bietet Degersheim zwei Skilifte mit einer flutlichtbeleuchteten Piste für Nachtskifahrten sowie eine Langlaufloipe.

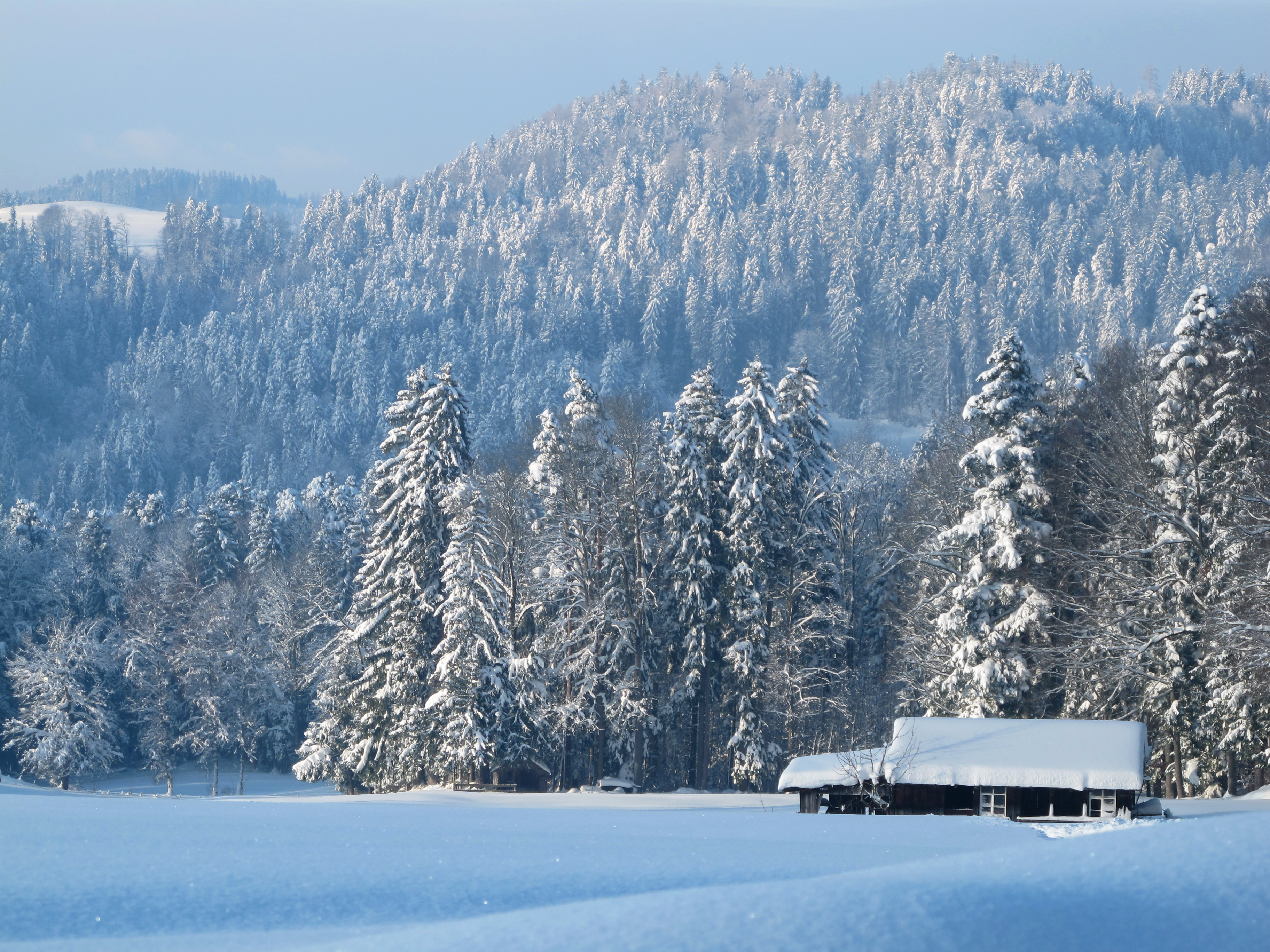
Der "Ruerwald" im Winter

Historisches Luftbild von Walter Mittelholzer von 1922

## Bevölkerung
Degersheim hat 4132 Einwohner (31. Dezember 2023). In der Gemeinde wohnen 18,6 % Ausländer, 34,9 % waren katholisch und 27,4 % reformiert (31. Dezember 2019).
| Jahr      | 1816 | 1850 | 1900 | 1910 | 1941 | 1950 | 1990 | 2000 | 2010  | 2019  |
| Einwohner | 1067 | 1620 | 3414 | 3766 | 2966 | 3186 | 4065 | 3952 | 3905  | 4121  |
| Quelle    |      |      |      |      |      |      |      |      | [ 7 ] | [ 7 ] |

## Geschichte
837 wird Degersheim als Tegarasgai erwähnt, Wolfertswil 838 als Wolfridenswilare. «Degersheim» ist kein ursprünglicher -heim-Name, sondern ist aus althochdeutsch tëgar «gross, umfangreich» und asca «Esche, Eberesche» zusammengesetzt. Das lautgesetzlich entwickelte mundartliche Tegersche wurde erst in der Neuzeit zu «Degersheim» uminterpretiert.
Im 13. Jahrhundert wurde der Grundstein für das im Dreieck Degersheim-Flawil-Uzwil gelegene Kloster Magdenau gelegt. Die Einwohner von Degersheim gehörten zur Pfarrgemeinde Oberglatt bei Flawil und errichteten Ende des 15. Jahrhunderts eine eigene Kapelle. 1708 lösten sie sich von Oberglatt und kauften sich 1808 für 2897 Gulden frei.
Die Bevölkerung lebte vorwiegend von der Viehzucht und dem Getreidebau. So ist 1447 eine Mühle erwähnt. Im 17. Jahrhundert erhielt das Kloster Magdenau die heute noch bestehende Infrastruktur. 1708 wurde die evangelische, 1763 die katholische Kirchgemeinde gegründet. Seit ungefähr 1750 hat die Baumwollweberei in Degersheim Einzug gehalten.
1803 wurde Degersheim eine politische Gemeinde im neu gegründeten Kanton St. Gallen.
1804 schlossen sich Magdenau und Degersheim zusammen. 1818 zerstörte ein Brand 40 Wohnhäuser, 15 Scheunen sowie die Kirche. 200 Personen wurden obdachlos. Um 1860 erlebte Degersheim dank der Stickereiindustrie einen wirtschaftlichen Aufschwung. In dieser Branche waren bis zu 900 Personen angestellt. 1910 erhielt Degersheim Anschluss an das Bahnnetz. Nachdem die Stickereiindustrie eine Krise hatte, liegt der Schwerpunkt von Degersheim seit 1930 vor allem in der Metall- und Holzverarbeitung. Die Firma AS Aufzüge AG beschäftigt heute in Wolfertswil rund 120 Angestellte.
Bis 2002 gehörte Degersheim zum Bezirk Untertoggenburg. Im Rahmen der Verwaltungsrevision aufgrund der neuen Kantonsverfassung kam die Gemeinde 2003 zum Wahlkreis Wil.

## Sehenswürdigkeiten
- In der Nähe des Klosters Magdenau liegt die ehemalige Pfarrkirche St. Verena. Die ältesten Bauteile reichen in die Zeit der Romanik zurück.
- Reformierte Kirche Degersheim, erbaut 1908 im Heimatstil, Architekten: Curjel & Moser, Karlsruhe/St. Gallen
- Katholische Kirche St. Jakobus, Degersheim, erbaut 1924 im Neobarock, Architekten: Danzeisen & Hunziker, Degersheim
- Katholische Kirche Bruder Klaus, Wolfertswil, erbaut 1952, Architekt: Willi Schregenberger, St. Gallen
- Hinter dem Bahnhof steht die gelbe Dreamfactory, eine Erlebniswelt auf 3500 Quadratmetern mit Raritäten aus aller Welt.

## Verkehr
Der SOB-Bahnhof Degersheim ist an das Netz der S-Bahn St. Gallen angeschlossen. Die S4 und die S2 bedienen den Bahnhof. Die Interregiozüge des Voralpen-Expresses (St. Gallen – Luzern) halten auf Grund des Ausbaus der S-Bahn seit Dezember 2013 nicht mehr. Eine Postauto-Linie verbindet Degersheim über Wolfertswil und Magdenau mit Flawil und gewährleistet dort den Anschluss ans Netz der SBB. Eine weitere Postautolinie führt über Dicken nach St. Peterzell im Neckertal.

## Partnerschaften
Degersheim unterhält eine Städtepartnerschaft mit der Gemeinde Chamoson VS.

## Söhne und Töchter der Gemeinde
- Arnold Hufenus (1853–1931), Stickerei-Unternehmer
- Johann Robert (genannt: Hans) Schregenberger-Guatelli (1912–1990), Unternehmer und Politiker[10]
- Bertrand Roth (1855–1938), Komponist und Pianist
- Walter Siegmann (1910–2002), Politiker der Schweizerischen Volkspartei, Militär und Unternehmer
- Monika Ribar (* 1959), Managerin

## Bilder

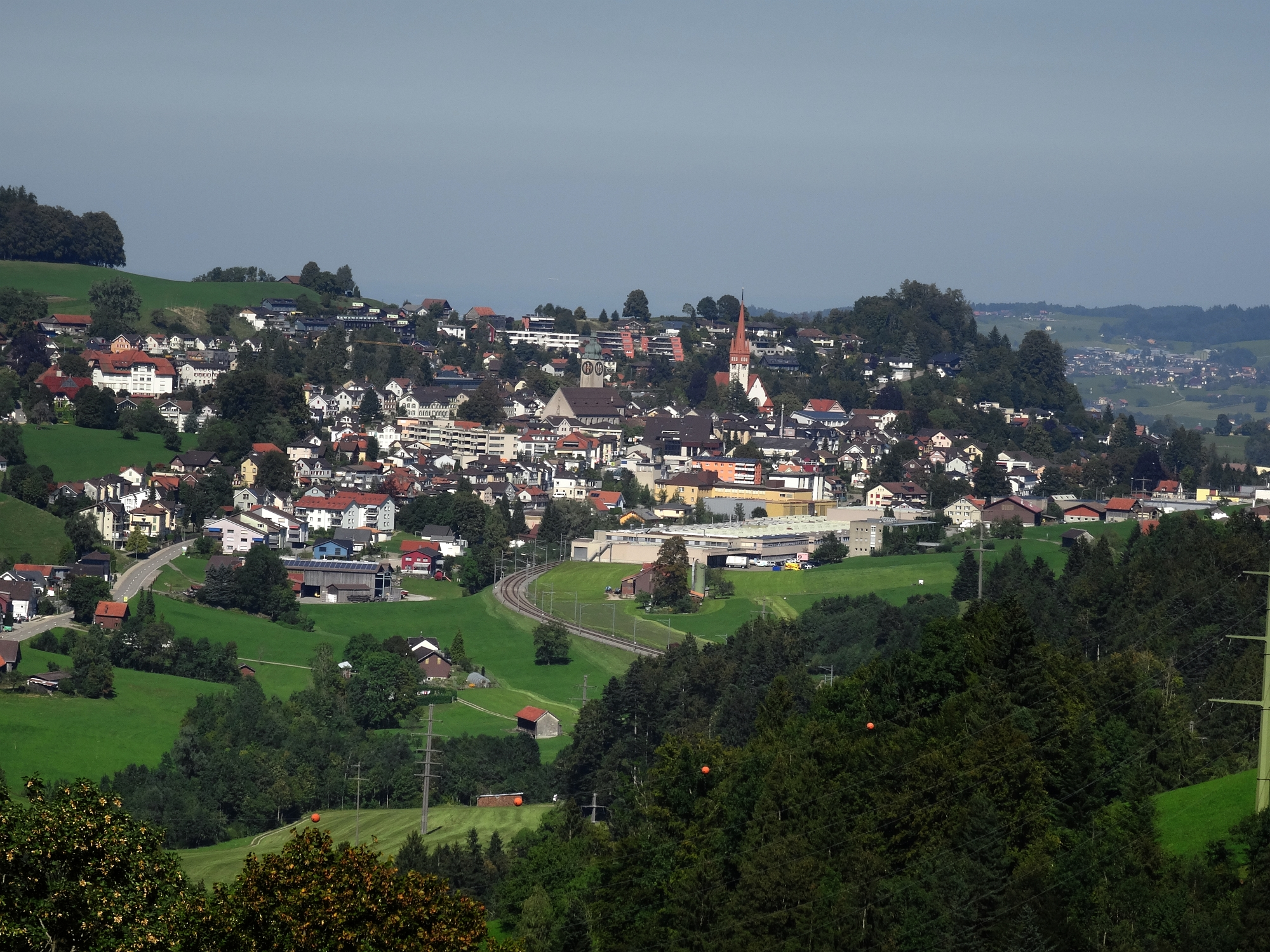
Degersheim
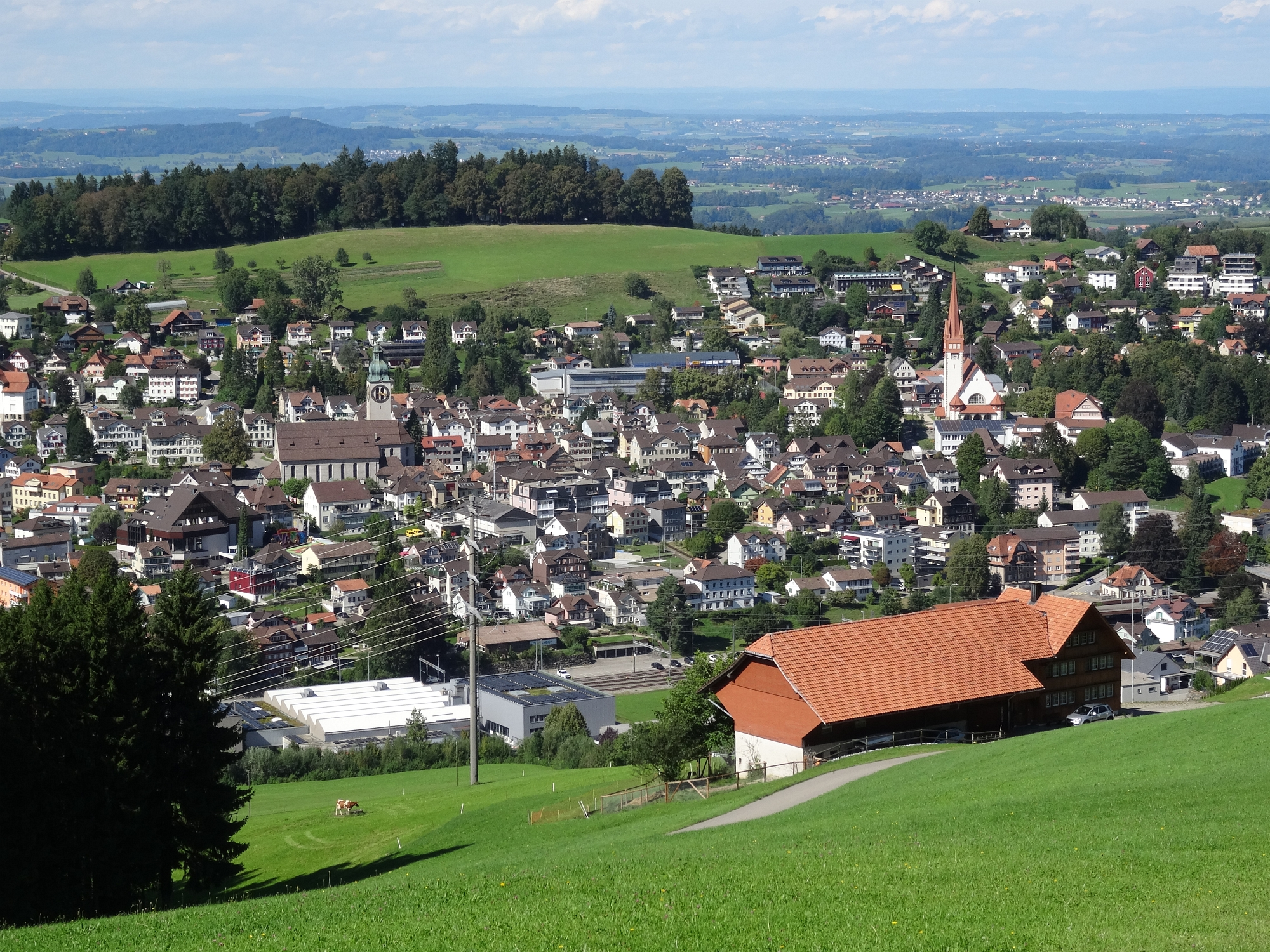
Degersheim
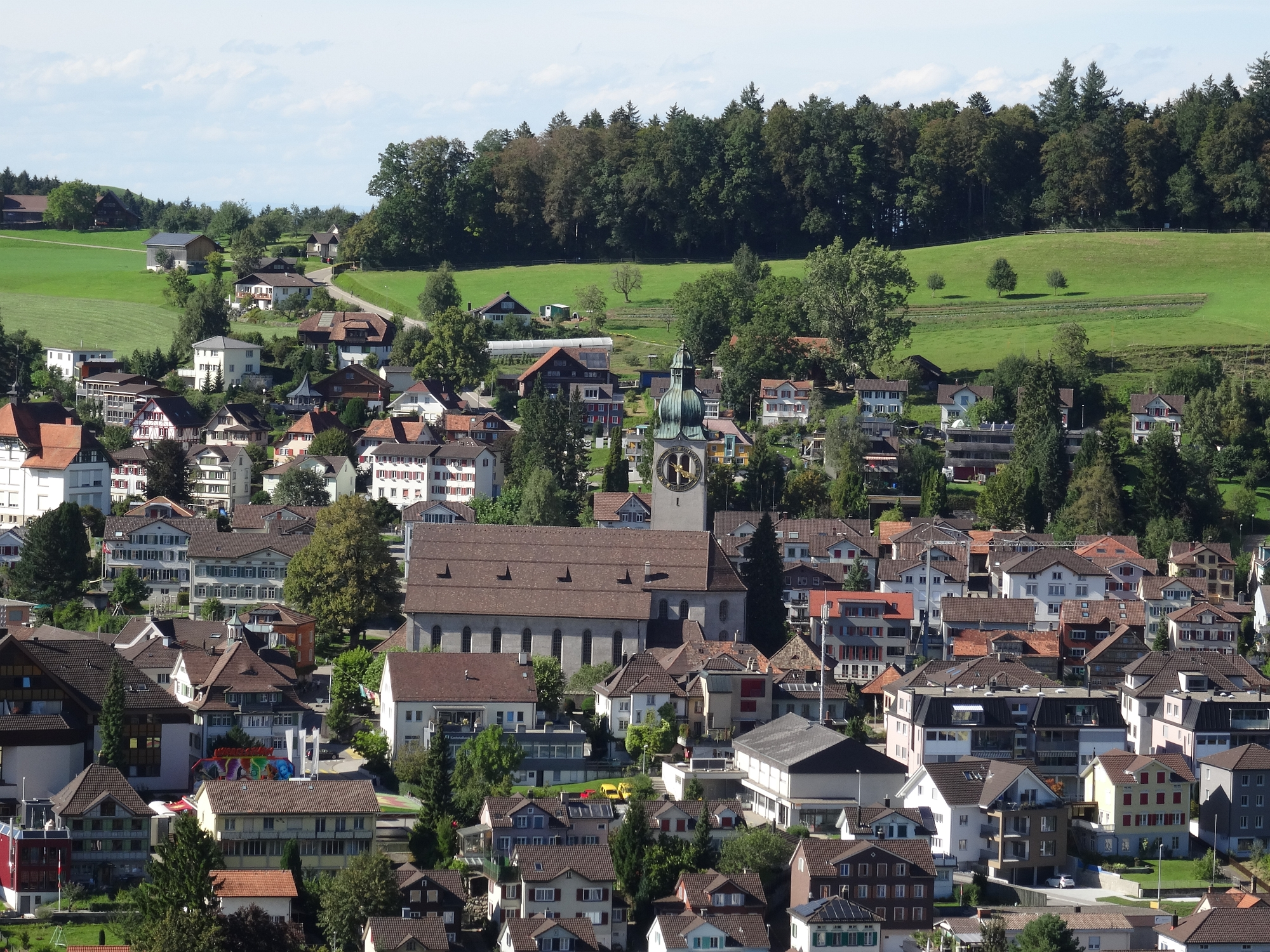
Katholische Kirche in Degersheim
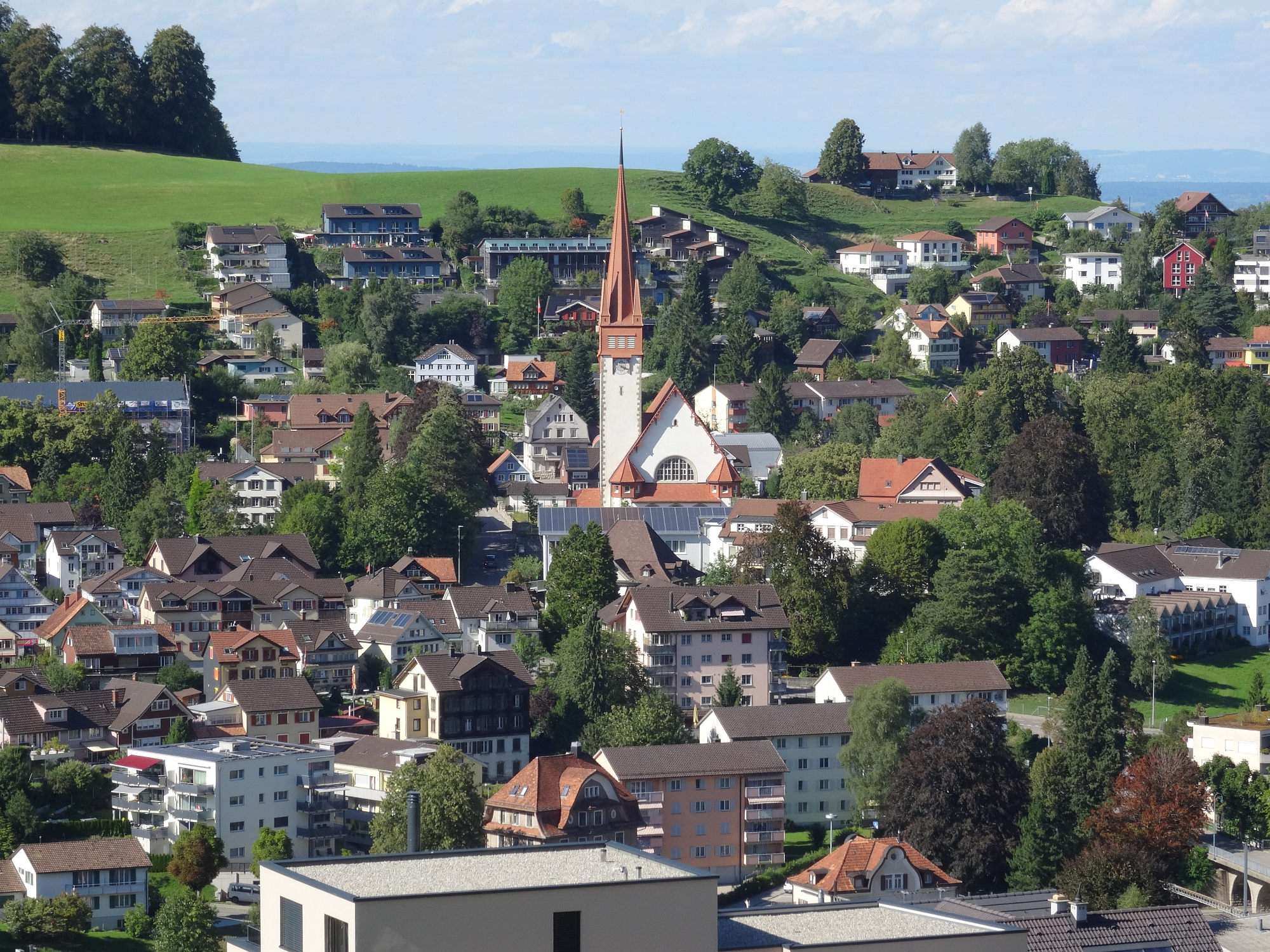
Reformierte Kirche in Degersheim
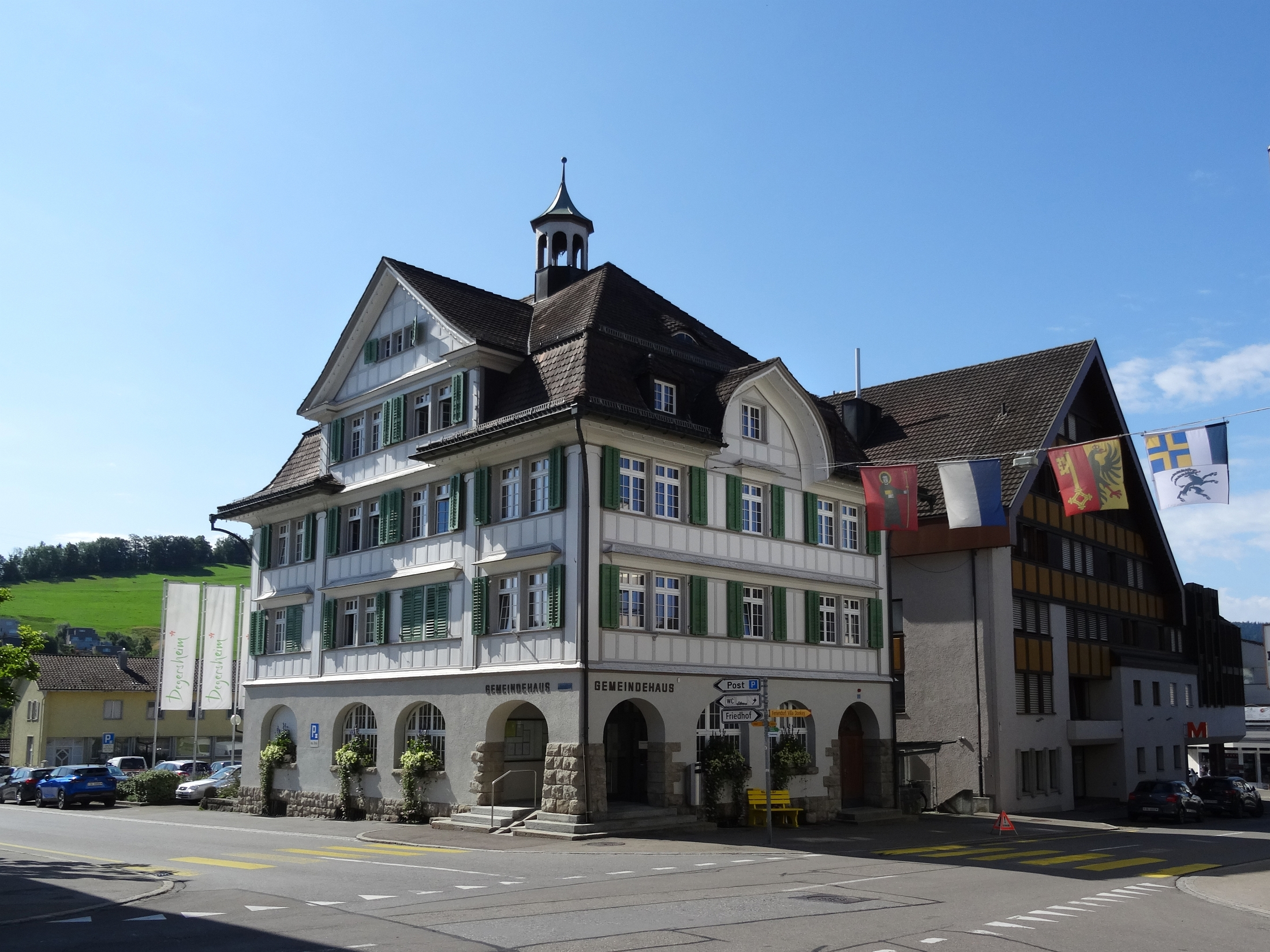
Gemeindehaus (alte Post, erbaut 1908–1909) in Degersheim
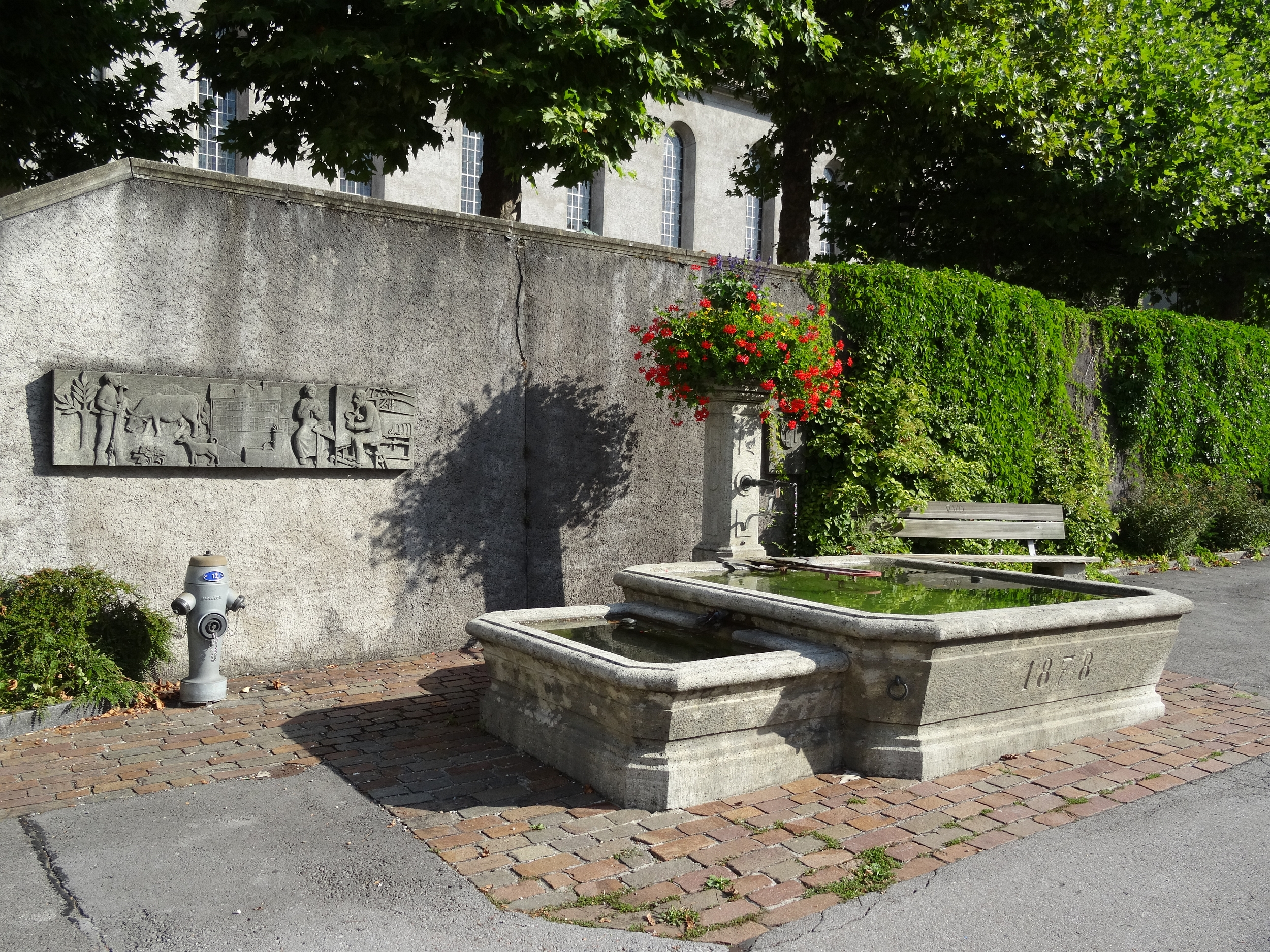
Dorfbrunnen. Relief von Johann Ulrich Steiger in Degersheim